# Wyższa liga rosyjska w hokeju na lodzie mężczyzn
Wyższa Liga (ros. Высшaя лига, transkr pol. Wysszaja Liga) – nieistniejący drugi poziom rosyjskich rozgrywek w hokeju na lodzie. Obecnie pod nazwą Wyższa Hokejowa Liga.

## Historia
Do rozpadu ZSRR Wyższa Liga była najwyższą klasą rozgrywkową. Drugą klasą ligową była do tego czasu Pierwaja Liga (ros. Первая лига), zaś niżej istniała jeszcze Wtaraja Liga (ros. Вторая лига). Tenże podział został unieważniony w 1992 po powstaniu niepodległego państwa Rosja. Wówczas Wyższa Liga stała się drugą klasą rozgrywkową. Najwyższą została Superliga.
Do końca sezonu 2007/08, mistrz rozgrywek Wyższej Ligi awansował do Superligi. Zasadą było, iż triumfator Wyższej Ligi był przyjmowany do Superligi, jeśli poza sukcesem sportowym spełniał także wymagania finansowe (jeśli nie, wówczas szansę gry w KHL otrzymywał klub przegrany w finale Wyższej Ligi). Jednak w obu przypadkach degradowany był ostatni zespół w Superlidze. Jeśli żaden z finalistów nie spełniał kryteriów, wówczas awans i degradacja nie odbywały się.
Latem 2008 rozgrywki te zostały zastąpione przez rozgrywki Kontynentalnej Hokejowej Ligi (trzecim poziomem rozgrywek była Pierwaja Liga). Od tego czasu zaniechano możliwości awansu triumfatora Wyższej Ligi do KHL, a ewentualne przyjęcie klubów do KHL następuje na podstawie decyzji uznaniowej (związanej także ze stanem finansowym klubu).
W 2010 mistrzem rozgrywek WL została drużyna Jugra Chanty-Mansyjsk. W tym samym roku zakończono działalność Wyższej Ligi i w jej miejsce stworzono rozgrywki w nowej formule pod nazwą Wyższa Hokejowa Liga.

## Triumfatorzy drugiej klasy rozgrywek
| Mistrzowie Wyższej Ligi - 2010 Jugra Chanty-Mansyjsk - 2009 Jugra Chanty-Mansyjsk - 2008 Chimik Woskriesiensk - 2007 Torpedo Niżny Nowogród - 2006 Traktor Czelabińsk - 2005 HK MWD - 2004 Mołot-Prikamje Perm - 2003 Torpedo Niżny Nowogród - 2002 Sibir Nowosybirsk - 2001 Spartak Moskwa - 2000 Nieftianik Almietjewsk - 1999 Torpedo Niżny Nowogród - 1998 HK Lipieck (Z) / Nieftianik Almietjewsk (W) - 1997 CSKA Moskwa (Z) / Mieczeł Czelabińsk (W) - 1996 SKA Chabarowsk - 1995 Nieftiechimik Niżniekamsk - 1994 CSK WWS Samara | Mistrzowie Pierwaja Liga - 1993 CSK WWS Samara - 1992 Saławat Jułajew Ufa - 1991 Łada Togliatti - 1990 Mietałłurg Czerepowiec - 1989 SK Urickogo Kazań / Torpedo Ust-Kamieniogorsk - 1988 SK Urickogo Kazań / Sibir Nowosybirsk - 1987 Torpedo Jarosław / Iżstal Ustinow - 1986 Dynamo Charków / Torpedo Togliatti - 1985 Saławat Jułajew Ufa - 1984 Awtomobilist Swierdłowsk - 1983 Sibir Nowosybirsk - 1982 Saławat Jułajew Ufa - 1981 Iżstal Iżewsk - 1980 Dynama Mińsk - 1979 Iżstal Iżewsk - 1978 Saławat Jułajew Ufa - 1977 Awtomobilist Swierdłowsk - 1976 Kristałł Saratów - 1975 Sibir Nowosybirsk - 1974 Kristałł Saratów - 1973 Dinamo Ryga - 1972 Automobilist Swierdłowsk - 1971 Lokomotiw Moskwa | Zwycięzcy Klasy B, Klasy A Grupy 2 - 1970 Torpedo Mińsk - 1969 Torpedo Jarosław - 1968 Traktor Czelabińsk - 1967 Spartak Swierdłowsk - 1966 Torpedo Mińsk / Mietałłurg Nowokuźnieck - 1965 Dynamo Kijów / Sibir Nowosybirsk - 1964 SKA Nowosybirsk - 1963 Burewestnik Penza - 1962 SK Urickogo Kazań - 1961 SKWO Kujbyszew - 1960 Mietałłurg Stalinsk - 1959 Spartak Omsk - 1958 LIIHT Leningrad - 1957 SKWO Kalinin - 1956 Buriewiestnik Czelabińsk - 1955 Spartak Swierdłowsk - 1954 Dinamo Nowosybirsk |

## Drużyny w sezonie 2009/10
W sezonie 2009/2010 w rozgrywkach Wyższej Ligi występowało 25 klubów. Liga podzielona jest na trzy Dywizje. Do każdej przydzielone są kluby pod względem położenia geograficznego. Grupy są nierówne ilościowo - i tak w Dywizja Zachodnia oraz Wschodnia liczą po 8 drużyn, zaś Dywizja Centralna liczyła 9. Do 2007 w rozgrywkach występowały trzy kluby z Kazachstanu. Do tego czasu kluby nierosyjskie były uprawnione do gry w fazie play-off. Dopiero wraz z przyjęciem do rozgrywek klubu Sokił Kijów w sezonie 2007/08, zezwolono klubom nierosyjskim na grę w play-off, a tym samym dano możliwość walki o awans do Superligi. W sezonie 2008/09 w lidze występowały dwie drużyny kazachskie, zaś od 2009/10 już tylko jedna - Kazcynk-Torpedo.
| Dywizja Zachodnia - Chimik Woskriesiensk - Dizel Penza - Krylja Sowietow Moskwa - HK Lipieck - HK Riazań - HK Rys Podolsk - Titan Klin - HK WMF Sankt Petersburg | Dywizja Centralna - Ariada-Akpars Wołżsk - Gasprom-OGU Orenburg - Iżstal Iżewsk - Kristałł Saratów - Mołot-Prikamje Perm - Nieftianik Almietjewsk - Progriess Głazow - Toros Nieftiekamsk - CSK WWS Samara | Dywizja Wschodnia - Gazowik Tiumeń - Jermak Angarsk - Jugra Chanty-Mansyjsk - Jużnyj Ural Orsk - Kazcynk-Torpedo - Mieczeł Czelabińsk - Sputnik Niżny Tagił - Zauralje Kurgan |